# Vitzlao

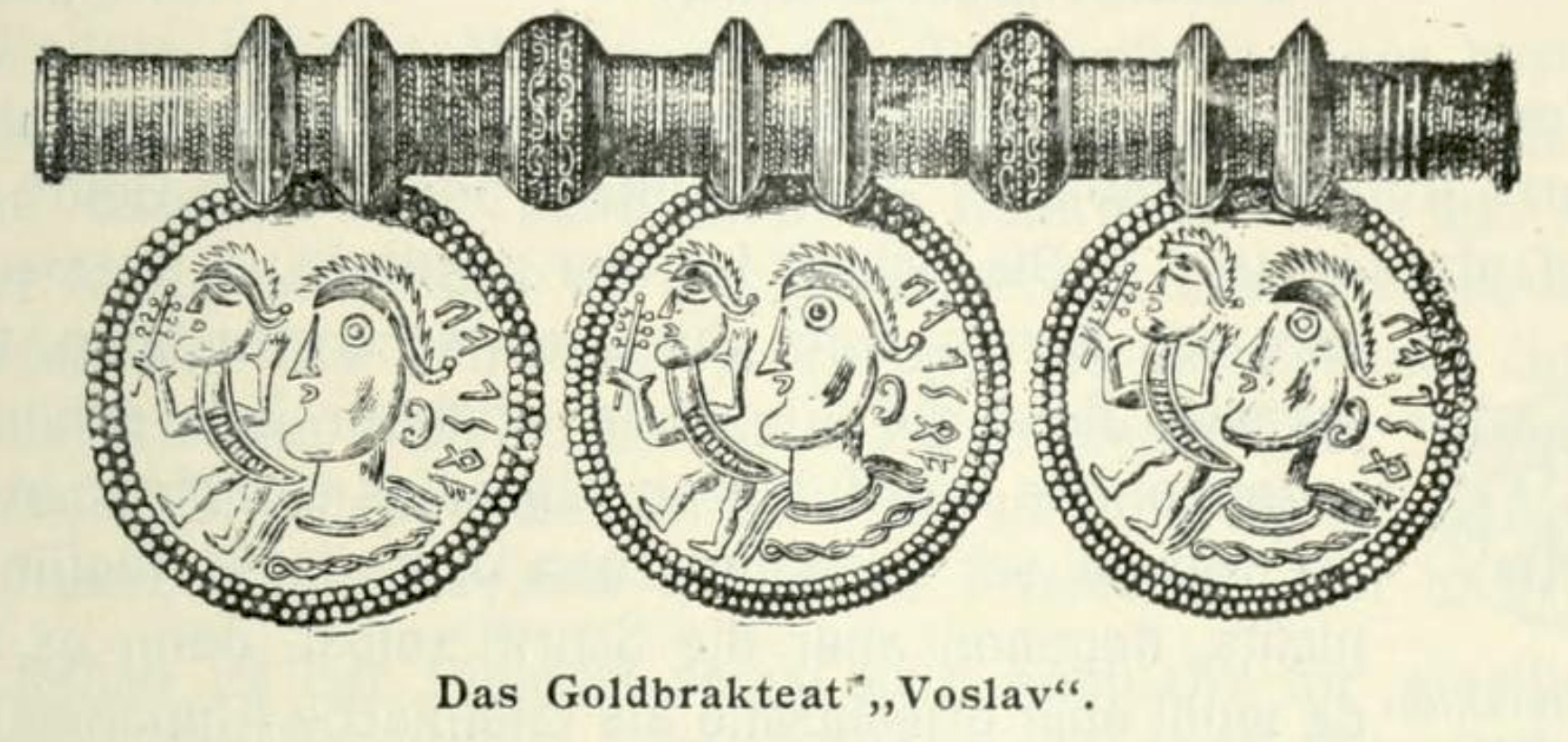
Bracteato de Vtzlao de los abodritas.

Vitzlao de los abodritas (en alemán Witzan, eslavo Visan; m. en 795 en Liuni) fue un príncipe de la confederación de los abodritas.
Como aliado de Carlomagno en su guerra contra los sajones, Vitzlao dirigió su ejército contra Magdeburgo en 782 y la destruyó por completo. Esto provocó una guerra con la cercana nación eslava de los veletos. En la guerra los abodritas se aliaron los francos, sorbios, frisios que lucharon contra los veletos y los danos. Después de la restauración de la rebelión sajona Vitzlao marchó de nuevo contra ellos y resultó muerto en una emboscada por sajones en Liuni. Le sucedió su hijo Drasco.